# Creeping Death
Creeping Death is de eerste single van Metallica's album, Ride the Lightning uit 1984. Het nummer is geschreven door Cliff Burton, Kirk Hammett, James Hetfield en Lars Ulrich. De tekst beschrijft enkele van de Tien Plagen uit de Exodus. Het nummer dankt zijn titel aan een moment waarop de band de film, The Ten Commandments, aan het kijken was. Op een zeker moment in de film sprak bassist Cliff Burton: "Whoa, that's like creeping death!" waarop zanger/gitarist James Hetfield zei: "Whoa, man, write that down, sheer poetry!"

## Ep
Circa een half jaar nadat de band haar tweede album, Ride the Lightning, had uitgebracht, werd de ep van Creeping Death uitgebracht. Op de B-kant van deze plaat bevonden zich 2 covers, Am I Evil van Diamond Head en Blitzkrieg van de gelijknamige band. Later werd dezelfde ep op cd uitgebracht samen met "The 12" E.P. Jump In The Fire", dat ook het nummer Seek & Destroy bevat. De ep Creeping Death was de zogeheten Garage Days Revisited. Later bracht de band, ditmaal met bassist Jason Newsted, nadat bassist Cliff Burton bij een busongeluk om het leven was gekomen, in 1987 The $5.98 EP: The Garage Days Re-Revisited uit. Dit was ook een cover-ep. De covers van beide ep's waren later te horen op het in 1998 uitgebrachte cover-album, Garage Inc..

## Bezetting
- James Hetfield, ritmegitaar en zang
- Lars Ulrich, drums
- Kirk Hammett, leadgitaar
- Cliff Burton, basgitaar, achtergrondzang